# Martinique Passage
Martinique Passage är ett sund mellan Dominica och Martinique.